# Juan Pedro Aguirre

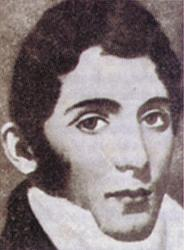
Juan Pedro Aguirre

Juan Pedro Julián Aguirre y López de Anaya (Buenos Aires, Argentina, 19 de outubro de 1781 — Buenos Aires, 17 de julho de 1837) foi um político, militar e revolucionário argentino, e último Diretor Supremo das Províncias Unidas do Rio da Prata.
Lutou nas guerras contras as tropas britânicas em 1806 e 1807, assumindo o posto de capitão. ocupando o cargo de Diretor Supremo das Províncias Unidas do Rio da Prata interino em 31 de janeiro de 1820 e sendo o último militar a receber e manter este titulo. sendo ministro da ecônomia da fazenda da Província de Buenos Aires em 1824, e designado como o primeiro presidente dos bancos nacionais em 1826.